# 안티오키아
오론테스강의 안티오키아(그리스어: Ἀντιόχεια ἡ ἐπὶ Δάφνῃ, Ἀντιόχεια ἡ ἐπὶ Ὀρόντου or Ἀντιόχεια ἡ Μεγάλη; 라틴어 Antiochia ad Orontem; 아랍어:انطاکیه, 안디옥)는 오론테스강 동쪽 유역에 있던 고대 도시이다. 오늘날 이곳 근처에는 튀르키예 안타키아가 있다.
기원전 4세기 말경, 알렉산드로스 대왕의 부장이었던 셀레우코스 왕조의 셀레우코스 1세 니카토르가 아버지 안티오코스를 기리고자 처음 도시를 건설하였다. 각지에 같은 이름의 도시가 많이 세워졌는데, 그 가운데서도 오론테스 강의 안티오케이아가 가장 유명하다.
오론테스 강의 안티오키아는 고대에 서부 시리아, 오론테스 강(현재의 아시 강) 주위에 건설되었고, 때문에 시리아의 안티오키아라고 불리기도 한다. 헬레니즘 시대의 셀레우코스 왕조 시리아 왕국의 수도, 로마 시대의 시리아 속주의 수도로써 번영을 누렸다. 실크로드의 서방 출발점으로도 알려져 있다. 일반적으로 쓰이는 「안티오키아」라는 이름은 헬레니즘 시대 이래 그리스어 발음으로 고전 그리스어에서는 「안티오케이아」라는 독법이 사용되었다. 로마 시대에는 안티오키아(Antiochia)라고 불렸다. 한편 현대의 발음은 「안디오히아」로 표기된다.

## 역사

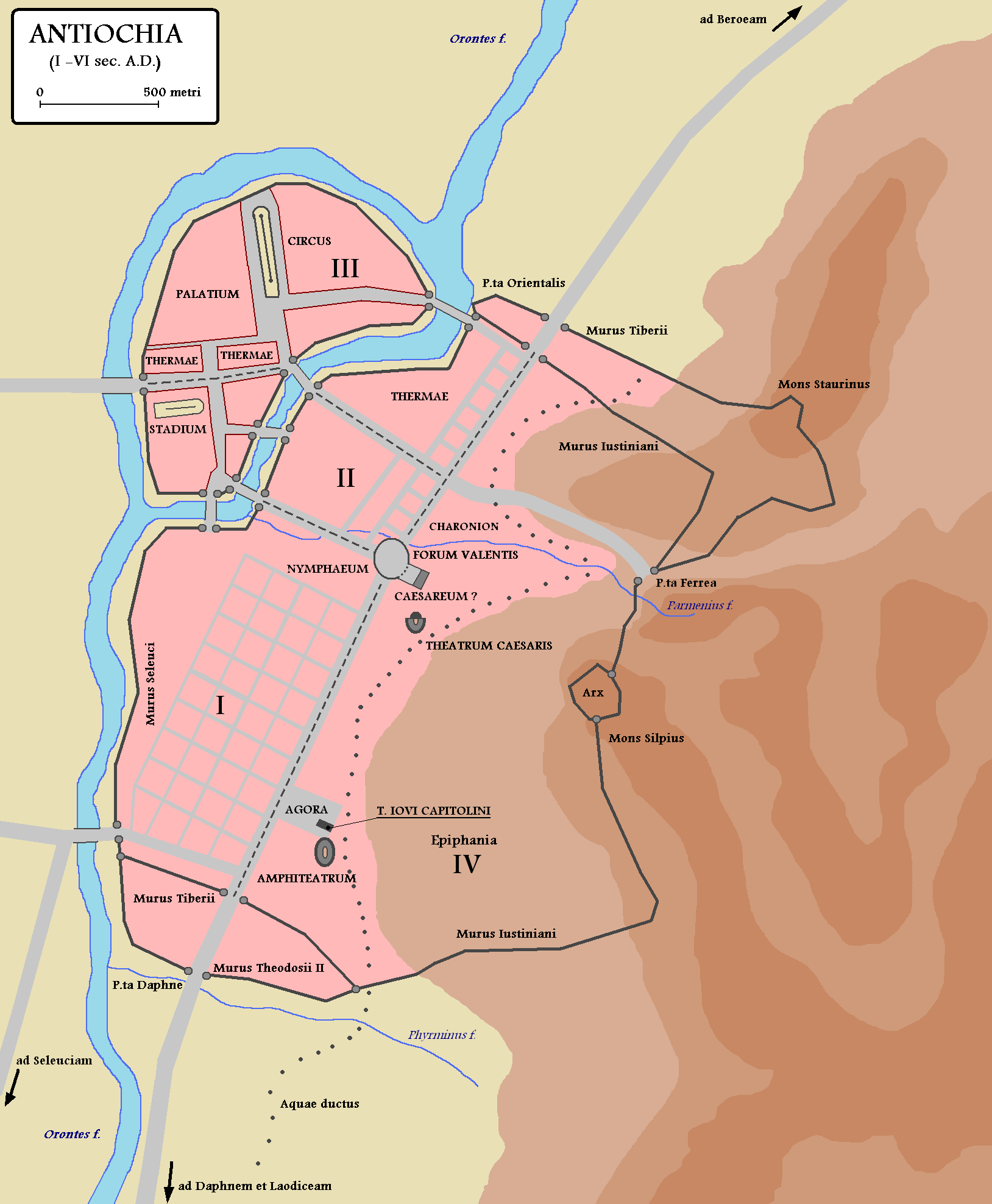
1세기에서 6세기의 로마 제국 지배 아래의 안티오키아. 평지에는 거대한 시가지가 조성되고, 서쪽으로는 오론테스 강이, 동쪽으로는 실피우스 산이 위치한 천연의 요새를 이루고 있다.

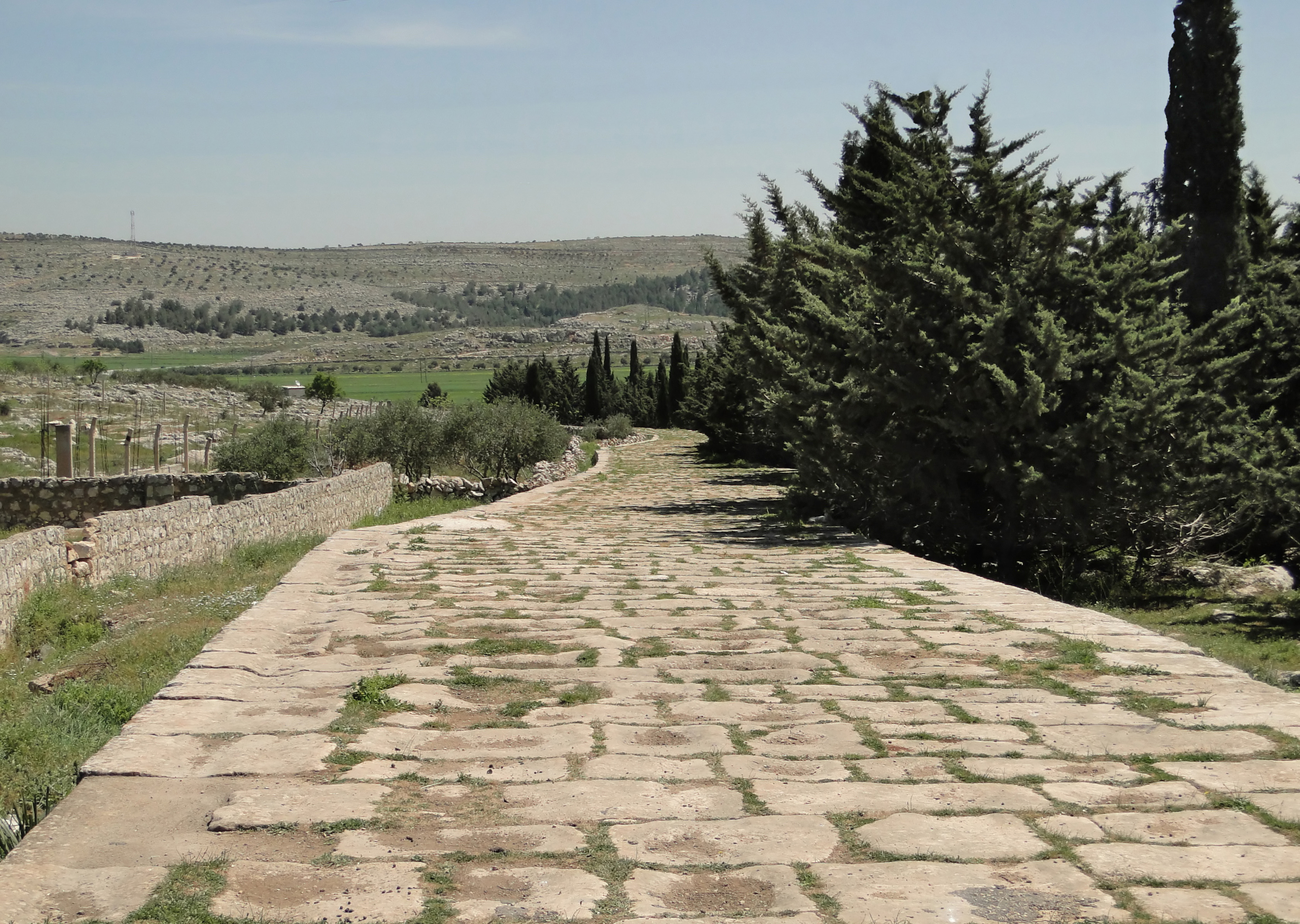
안티오키아에서 하르키스로 이어지는 로마 가도.

셀레우코스 왕조의 시리아 왕 셀레우코스 1세 니카토르는 아버지 안티오코스를 기리고자 16개 도시를 세웠는데, 안티오키아도 그 가운데 하나로서 이소스 전투에서 승리한 뒤인 기원전 300년에 도시 토대를 닦았다. 안티오키아는 셀레우코스 왕조 수도로써 헬레니즘 세계 최고 번영을 구가했던 도시였다.
셀레우코스 왕조가 로마에 멸망당한 뒤에도 안티오키아는 근동에서 알렉산드리아 버금가는 제국 제3의 도시로써 번영을 누렸다. 초기 기독교 시대 사도 바울의 이방인 포교 거점이 된 도시로, 그리스 문화의 영향을 받으며 성장한 땅이었다. 《사도행전》에는 그리스도인이라는 이름이 이 거리에서 처음 사용되었다고 하며(《마태오 복음서》에는 서시리아에서 성립되었다는 설도 싣고 있다) 훗날 로마가 기독교를 공인하고 나아가 국교로 삼은 뒤, 안티오키아는 로마, 알렉산드리아, 예루살렘, 콘스탄티노플(현재의 이스탄불)과 함께 기독교 5대 교구 지위를 얻고 총대주교좌가 설치되어, 시리아 지역 정치, 경제, 종교, 문화의 중심지로써 번영을 이어갔다. 초기 기독교 교부 가운데 한 명으로 콘스탄티노폴리스 총대주교가 되는 요한네스 크리소스토무스 또한 이곳에서 태어났다. 현재에도 동방 정교회에서는 안티오키아 그리스 정교회와 안티오키아 총대주교 이름을 유지하는 교회가 여럿 있는데, 실제 활동은 시리아의 다마스쿠스나 다른 도시로 옮긴 상태다.
그러나 526년 5월 29일에 일어난 대지진으로 25만에서 30만이 넘는 도시 주민들이 희생되었다. 재건된 뒤로도 예전의 위용은 떨치지 못했고, 사산 왕조 페르시아의 거듭된 공격으로 안티오키아는 차츰 쇠퇴하기 시작하였다. 7세기 동로마 제국이 이슬람 제국에 패배하고 시리아를 잃은 뒤에는 안티오키아 주변에서 두 제국의 공격이 이어지며 안티오키아의 쇠퇴는 가속화되었고, 안티오키아는 북시리아의 지방 도시가 되었다.
969년에 동로마 제국은 이슬람으로부터 안티오키아를 되찾았지만, 1084년에 다시 셀주크 투르크에 정복당했다. 1096년의 제1차 십자군은 반년 이상을 안티오키아 포위공성전에 쏟아부었고, 안티오키아를 정복해 그 땅에 안티오키아 공국을 세웠지만, 1268년 맘루크 왕조에 안티오키아를 다시 빼앗겼다. 이슬람 시대에 안티오키아는 아시라 불렸다.
1516년에 오스만 제국이 맘루크 왕조를 멸망시키고 이 도시를 정복하였고, 오스만 제국령 알레포 주의 한 지방도시가 되었다. 제1차 세계대전 뒤 프랑스의 위임통치에 들게 된 시리아에 편입되었는데, 튀르크계 주민이 시리아에서 분리운동을 일으키고 1939년 터키 공화국에 편입되었다.
현재는 튀르키예 하타이 주의 현청 소재지로서 안타키아라고 불린다.

## 같이 보기
- 안티오키아 공국
- 안티오키아 총대주교
- 안티오키아 총대주교청
- 요한네스 크리소스토무스